# Acupalpus flavicollis
Espèce
Synonymes
- Acupalpus (Acupalpus) flavicollis (Sturm, 1825)[2]
- Acupalpus luridus Dejean, 1829[2]
- Acupalpus nigriceps Dejean, 1829[2]
- Trechus flavicollis Sturm, 1825[2]

Acupalpus flavicollis est une espèce d'insectes de l'ordre des coléoptères, de la famille des carabidés et du genre Acupalpus.

## Répartition
Cette espèce est présente en France et notamment dans le Nord-Pas-de-Calais.